# David Keith (Physiker)
David W. Keith ist ein US-amerikanischer Professor für angewandte Physik am Gordon McKay Laboratory der Paulson School of Engineering für Angewandte Wissenschaften (SEAS) an der Harvard University und Professor für Public Policy für die Harvard Kennedy School an der Harvard University. Er ist auch Vorstandsvorsitzender von Carbon Engineering.
Die Forschung von Keith umfasste mehrere Bereiche, einschließlich der Bewertung klimabezogener Technologien wie Politikfeldanalyse, Technische Entwicklung, Atmosphärenwissenschaften und Physik.

## Ausbildung
Keith studierte an der University of Toronto Physik und erhielt dort 1986 den BS. 1991 wurde er am Massachusetts Institute of Technology in Experimentalphysik promoviert.

## Geoengineering
Keith arbeitet seit 1992 im Bereich Solar Geoengineering, als er eine der ersten Bewertungen der Technologie und ihrer politischen Implikationen verfasste. Seit Keiths Artikel von 1992, in dem ein strukturierter Vergleich von Kosten und Risiko eingeführt wurde, und einem späteren Übersichtsartikel, in dem erstmals der Moral Hazard und das Geoengineering in der Nachkriegsgeschichte der Wetterkontrolle beschrieben wurden, hat Keith nach Antworten auf die Fragen gesucht:
- Wie ungleich? – Erste quantitative Analyse der regionalen Ungleichheit des Solar-Geoengineerings.[5]
- Wie kann man Risiken reduzieren? – Neue Methode zur Reduzierung der Schwefelmenge, die für einen bestimmten Strahlungsantrieb benötigt wird;[6] und eine neuartige Klasse von schwebenden Partikeln, die den Ozonverlust begrenzen könnten.[7]
- Was denkt die Öffentlichkeit? – Erste großangelegte Umfrage zur öffentlichen Wahrnehmung.[8]
- Wie regulieren? – Vorgeschlagenes Zwei-Schwellen-System, das ein Einsatzmoratorium mit einem Weg zur Regulierung der Forschung in kleinem Maßstab kombiniert.[9][10]
- Wie bewerte ich Kompromisse? – Frühzeitige ökonomische Analyse optimaler Entscheidungen unter Unsicherheit und eine Analyse des Informationswerts unter Überwachung der ersten wirtschaftswissenschaftlichen Promotion.[11]

Im Jahr 2013 veröffentlichte Keith ein Buch mit dem Titel A Case for Climate Engineering, das eine umstrittene Strategie zur Verlangsamung des Klimawandels beschreibt. Der Klappentext des Herausgebers des Buches lautet: "David Keith ist ein führender Wissenschaftler, der seit langem über den Klimawandel besorgt ist. Er bietet keinen naiven Vorschlag für eine einfache Lösung für die vielleicht schwierigste Frage unserer Zeit. Aber er argumentiert, dass wir nach Jahrzehnten, in denen nur sehr geringe Fortschritte bei der Reduzierung der CO2-Emissionen erzielt wurden, die Klimatechnik auf den Tisch legen und verantwortungsvoll darüber nachdenken müssen. ... Dieses Buch bietet einen klaren und leicht zugänglichen Überblick über die Kosten und Risiken sowie darüber, wie Climate Engineering in ein umfassenderes Programm zur Bewältigung des Klimawandels einpassen lässt.
Er hat auch zu Bewertungen im Bereich Geoengineering beigetragen. Keith war Mitglied der Arbeitsgruppe für den Bericht 2009 der Royal Society sowie den parteiübergreifenden Policy Center Report.
Keith ist mit Gernot Wagner Co-Direktor des Harvard Solar Geoengineering Research Program, das 2017 gegründet wurde.

## Öffentliche Kommentare
Im Jahr 2010 sagte Keith vor Ausschüssen des US-Kongresses und des britischen Parlaments aus. Er hielt Vorträge bei den Sitzungen der US National Academy in den Jahren 2000, 2009 und 2013, war Mitverfasser des Unterkapitels Geoengineering (WG 2, 4.7) des Dritten Sachstandsbericht des IPCC und wirkte ebenso am Fünften Sachstandsbericht mit.
Keith wurde auf dem Discovery Channel vorgestellt, im November 2011 ein Interview auf BBC News HARDTalk gemacht, hat an den TED-Gesprächen im September 2007 teilgenommen, nahm 2009 an einer Debatte in der Royal Geographical Society teil, und erschien in einem Dokumentarfilm über Geoengineering. Er diskutierte seine Geoengineering-Idee auch im Colbert Report auf Comedy Central.

## Finanzierung der Forschung
Bill Gates unterstützte David Keith (und Ken Caldeira von der Stanford University), mit mehreren Millionen US-Dollar, damit sie Forschungen und Experimente mit Geoengineering durchführten. Dazu gehört die relativ sichere Abscheidung aus der Luft, aber auch die potenziell gefährliche stratosphärische Sulfat-Aerosol-Injektion.  Keith gehört zur Leitung eines von Bill Gates finanzierten, gewinnorientierten Unternehmens zur Umsetzung von Geoengineering und plante 2017 die Durchführung von Praxistests, um die Machbarkeit der stratosphärischen Injektion von Sulfat-Aerosolen zu testen.

## Weitere Arbeit
Keith ist skeptisch gegenüber den Vorteilen von Brennstoffzellenfahrzeuge mit komprimiertem Wasserstoff. Er ist optimistisch in Bezug auf Solarenergie.
Keith ist Mitglied im Breakthrough Institute (BTI).